# NGC 118

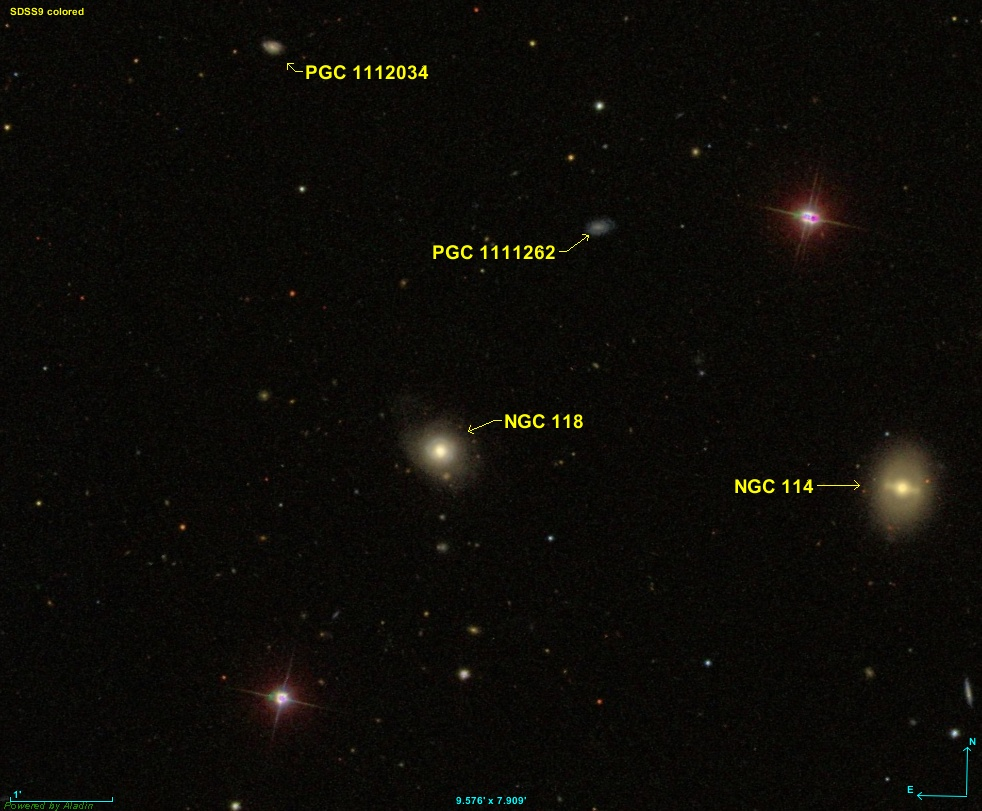
NGC 118, NGC 114, PGC 1111262 y PGC 1112034

NGC 118 (o PGC 1674) es una galaxia espiral de magnitud 13,6 (tipo S (rs) localizada a 525 millones de años luz de distancia en la constelación de Cetus. Tiene unos 170 mil años luz de diámetro. Fue descubierta por Truman Safford el 23 de septiembre de 1867 quien la describió como "muy débil, pequeña estrella en el centro, al este de 2". La posición precede a AR 00h 27m 16.2s, Dec -01º 46' 49", dentro de 0,1 minutos de arco del centro de la galaxia NGC 114 enumerada anteriormente, por lo que la identificación es cierta.